# Кроа-Хартман, Грег
Грег Кроа-Хартман (англ. Greg Kroah-Hartman) — разработчик ядра Linux. На данный момент является сопровождающим разработчиком стабильной ветки ядра Linux, подсистемы staging, USB, драйвера ядра, подсистем ядра debugfs, kref, kobject и sysfs, системы ввода-вывода пользовательского пространства (совместно с Хансом Дж. Кохом) и прослойки TTY. Кроа-Хартман также является автором системы «горячего» подключения linux-hotplug, менеджера устройств udev и ресурса Linux Driver Project. Работал в корпорации Novell в лаборатории подразделения SUSE. С 1 февраля 2012 года работает в The Linux Foundation.
Является соавтором книги Linux Device Drivers (3-е издание) и автором книги Linux Kernel in a Nutshell. Был пишущим редактором в журнале Linux Journal. Также пишет статьи для электронного журнала LWN.net.
Кроа-Хартман часто помогает при создании документации ядра и разработки драйверов путем обсуждений и публикации обучающих материалов. В 2006 году он выпустил образ диска с материалом для ознакомления программистов с работой разработчика драйверов устройств Linux.
Кроа-Хартман был активным сторонником стабильного API интерфейса kernel-user (и только его, а не сторонником стабильного интерфейса ядра (бинарного ядра) в целом; только для программ пространства пользователя).

## Книги
- Jonathan Corbet; Alessandro Rubini; Greg Kroah-Hartman. Linux Device Drivers (неопр.). — 3rd. — Sebastopol, CA: O'Reilly, 2005. — ISBN 0-596-00590-3.
- Kroah-Hartman, Greg. Linux Kernel in a Nutshell (неопр.). — 1st. — Sebastopol, CA: O'Reilly, 2006. — ISBN 978-0-596-10079-7.